# Ovulina
Ovulina es un género de foraminífero bentónico considerado una enmienda inválida de Oolina de la Subfamilia Oolininae, de la Familia Ellipsolagenidae, de la Superfamilia Polymorphinoidea, del Suborden Lagenina y del Orden Lagenida. No se le asignó especie-tipo, y en todo caso sería el mismo que el de Oolina, es decir, es Oolina laevigata. Su rango cronoestratigráfico abarcaba el Holoceno.

## Discusión
Clasificaciones previas incluían Ovulina en la Superfamilia Nodosarioidea.

## Clasificación
Ovulina incluía a las siguientes especies:
- Ovulina parva
- Ovulina tenuis, aceptado como Lagena tenuis
- Ovulina urnula